# Wienerherberg
Wienerherberg ist eine Ortschaft und eine Katastralgemeinde der Marktgemeinde Ebergassing in Niederösterreich. Am 1. Jänner 2024 gab es in der Ortschaft 777 Einwohner.

## Geographie
Das Dorf liegt zwei Kilometer nordöstlich von Ebergassing an der Landesstraße L156, von der im südwestlichen Ortsgebiet die Landesstraße L2062 abzweigt. Im Osten wird der Ort von der Fischa durchflossen, wo im Augebiet auch die Wochenendhaussiedlung Hahnseesiedlung liegt.

## Geschichte
Um 1180 wird erstmals der Name Wienerherberg in einer Urkunde des Stiftes Klosterneuburg erwähnt. Im Franziszeischen Kataster von 1819 ist Wienerherberg als Straßendorf mit zahlreichen Gehöften verzeichnet. In der zweiten Hälfte des 19. Jahrhunderts betrieb Georg Volk und nach ihm seine Söhne Franz und Carl mehrere Mühlen im Ortsgebiet. Aus einer dieser Mühlen entwickelte sich im 19. Jahrhundert eine Papierfabrik der Neusiedler KG. Laut Adressbuch von Österreich waren im Jahr 1938 in der Ortsgemeinde Wienerherberg ein Bäcker, ein Elektrizitätswerk, ein Fleischer, ein Friseur, vier Gastwirte, vier Gemischtwarenhändler, eine Milchgenossenschaft, zwei Obst- und Gemüsehändler, ein Schmied, drei Schuster, zwei Tischler, ein Wagner und mehrere Landwirte ansässig.

## Kultur und Sehenswürdigkeiten

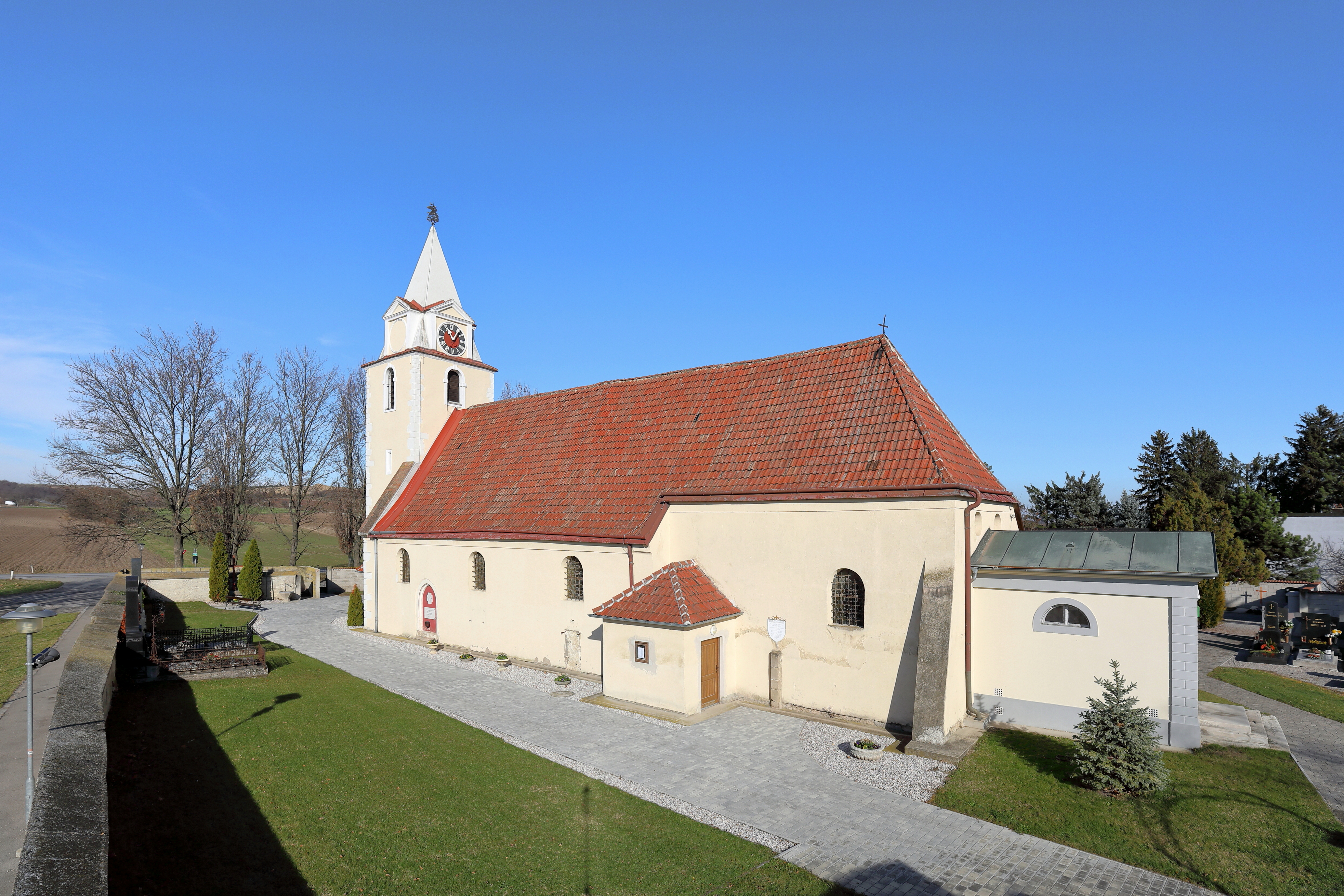
Pfarrkirche Wienerherberg

- Katholische Pfarrkirche Wienerherberg hl. Georg

## Öffentliche Einrichtungen
In Wienerherberg befindet sich ein Kindergarten.

## Persönlichkeiten
- Mathias Winter (1732–1777), Mühlherr, Marmor-Gedenktafel an der Kanzel in der Kirche von Wienerherberg
- Luise Helletsgruber (1901–1967), Opernsängerin
- Walter Skocik (* 1940), Fußballspieler und -trainer
- Udo Fischer (* 1952), Benediktinerpater